# Aratinga mitrata
Aratinga mitrata là một loài chim trong họ Psittacidae.

## Hình ảnh

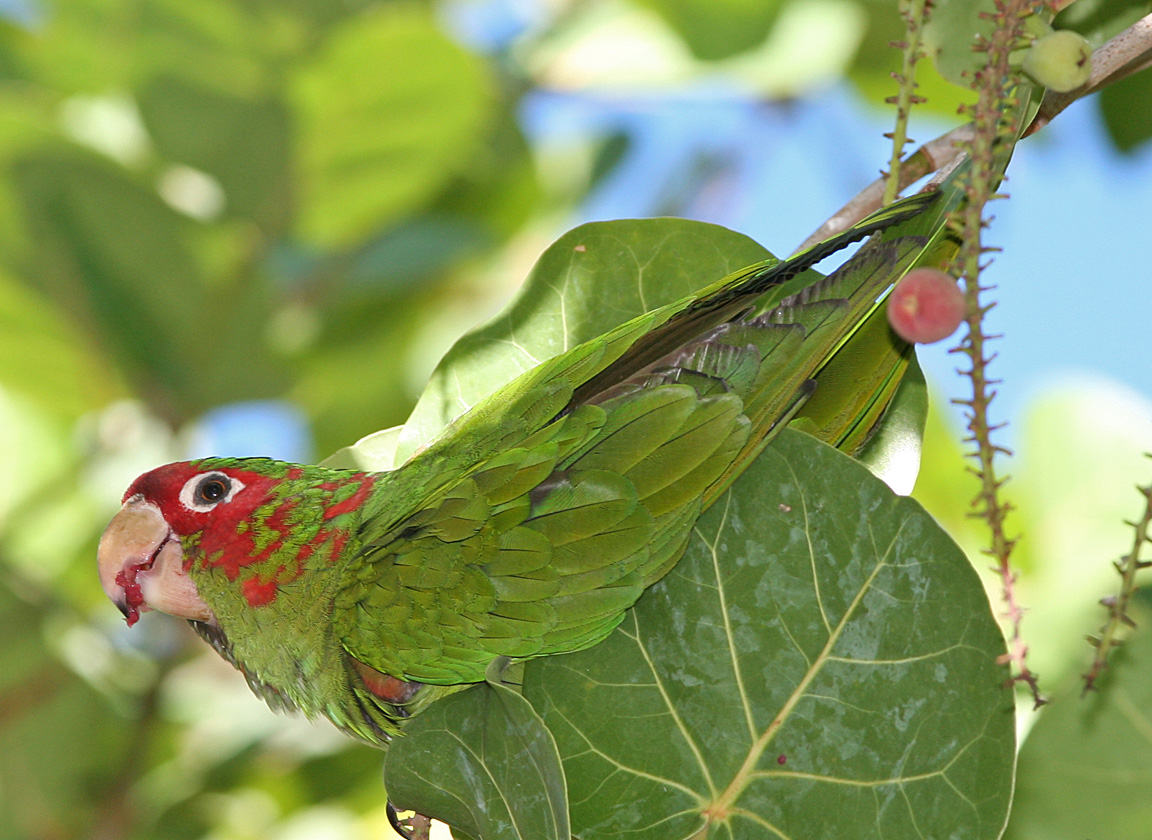
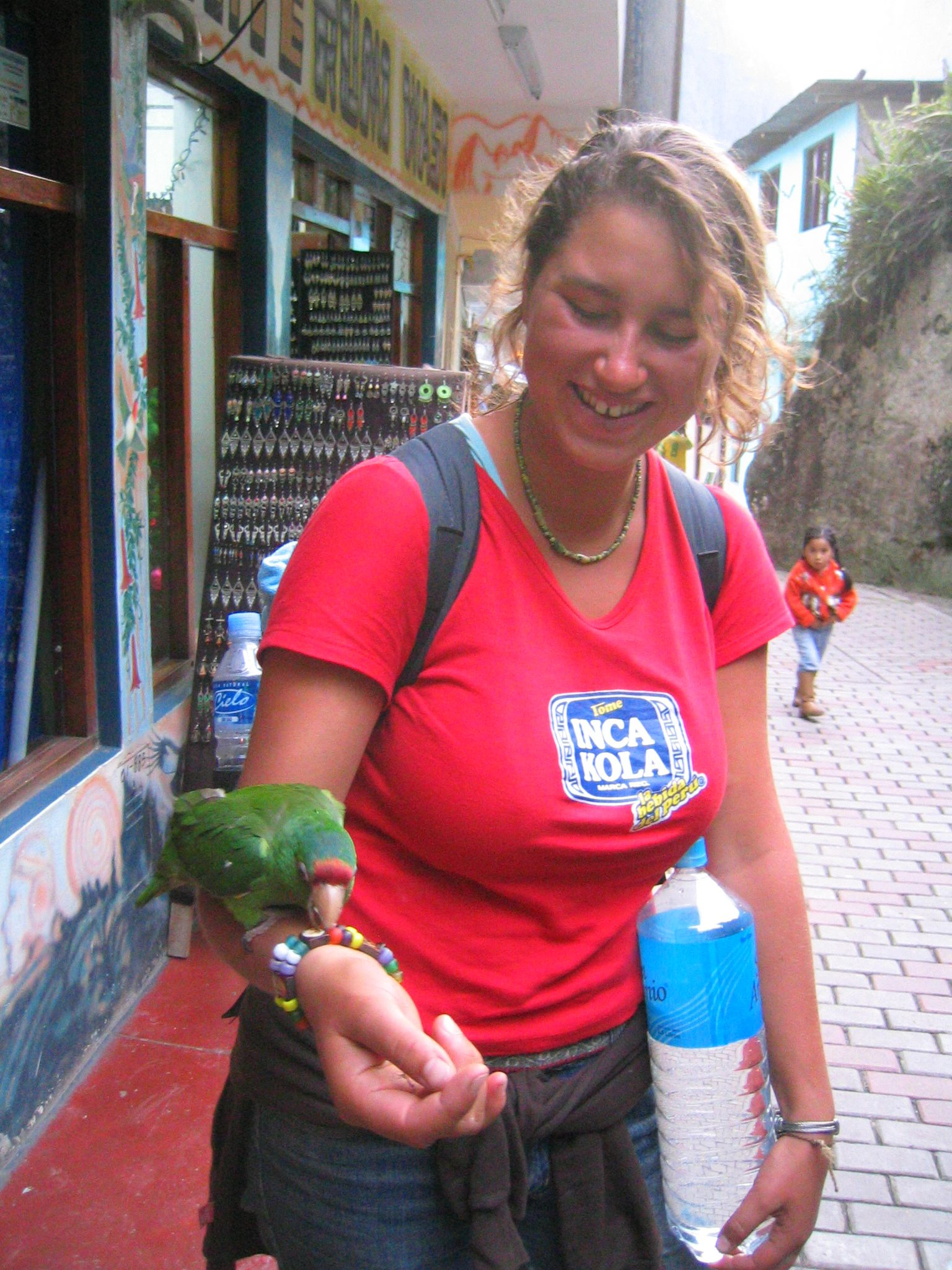
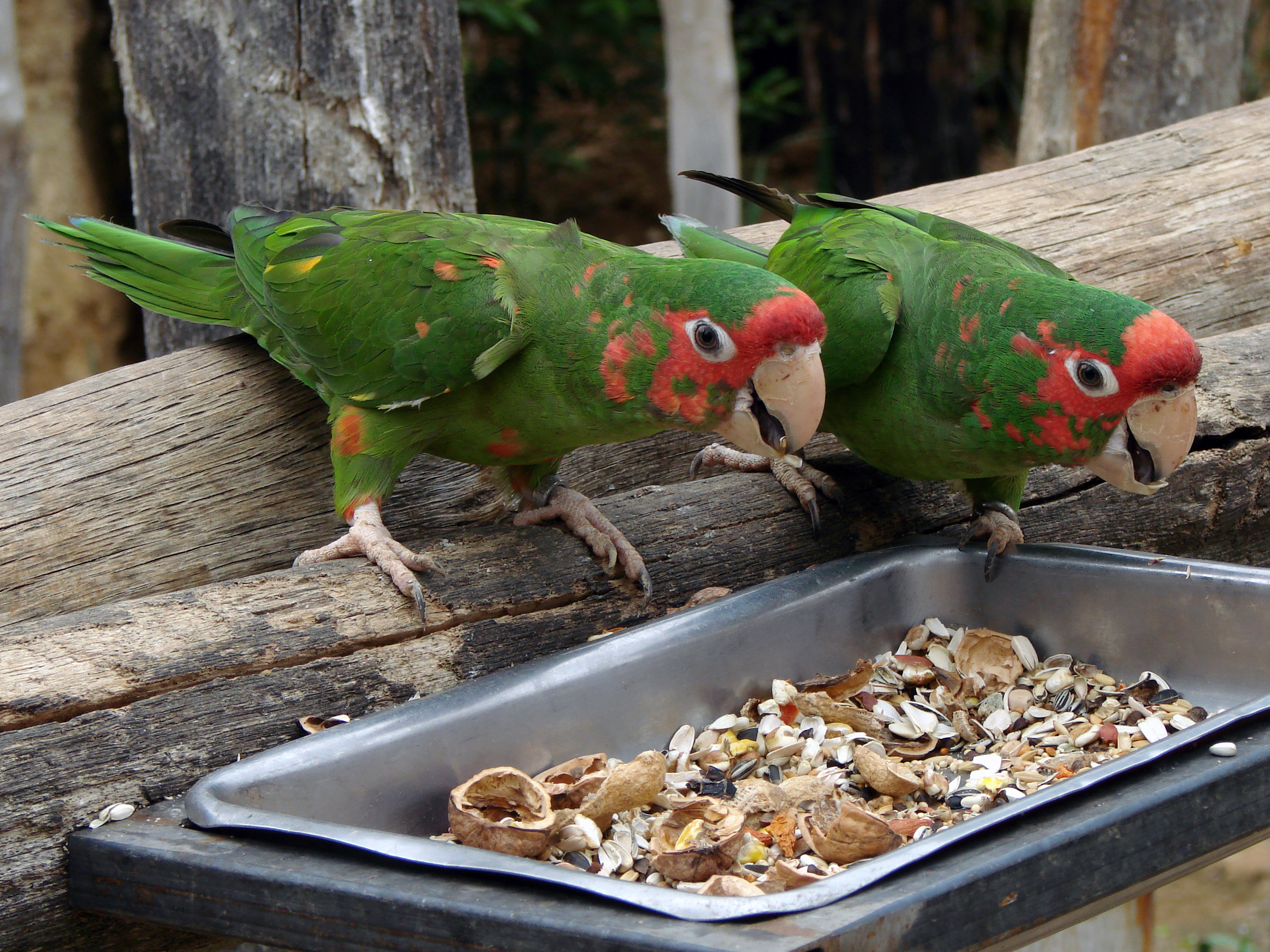
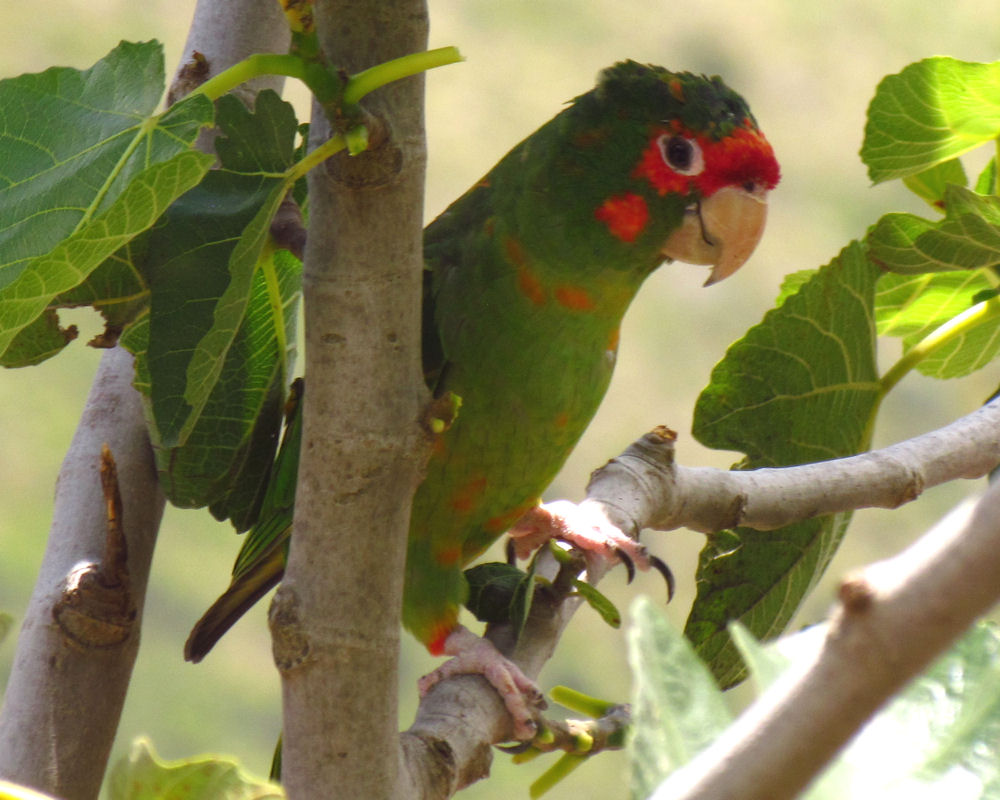
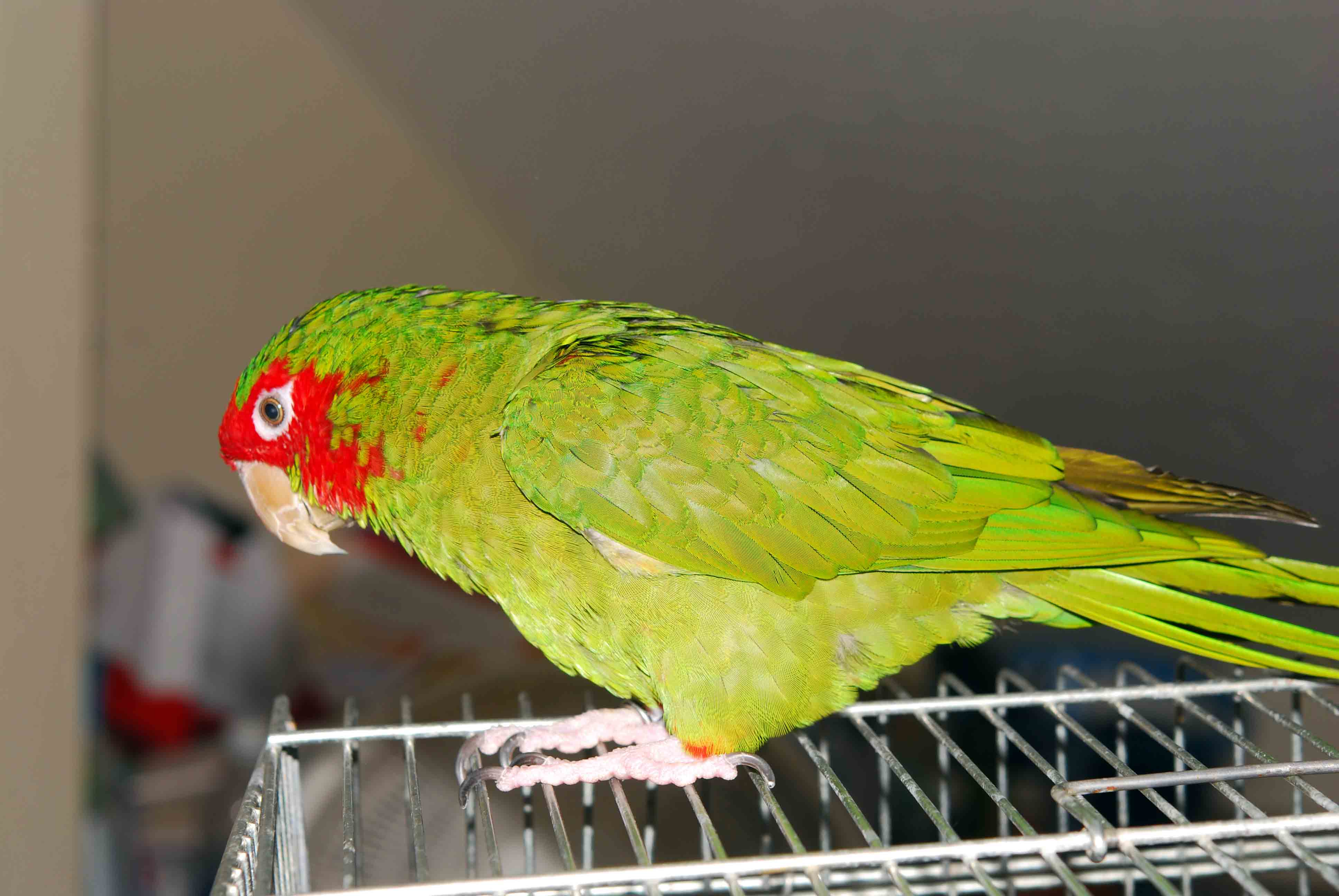